# Masayuki Minami
Masayuki Minami, född 8 juli 1941 i Fukuoka, död 7 april 2000 i Fukuoka, var en japansk volleybollspelare.
Minami blev olympisk guldmedaljör i volleyboll vid sommarspelen 1972 i München.